# Atletismo nos Jogos Olímpicos de Verão de 1960
Nos Jogos Olímpicos de Verão de 1960 em Roma, 34 eventos do atletismo foram realizados, sendo 24 masculinos e 10 femininos.

## Medalhistas
Masculino
| Evento                         | Ouro                                                                            | Prata                                                                             | Bronze                                                                                        |
| ------------------------------ | ------------------------------------------------------------------------------- | --------------------------------------------------------------------------------- | --------------------------------------------------------------------------------------------- |
| 100 metros detalhes            | Armin Hary EUA Equipe Alemã Unida                                               | David Sime USA Estados Unidos                                                     | Peter Radford GBR Grã-Bretanha                                                                |
| 200 metros detalhes            | Livio Berruti ITA Itália                                                        | Lester Carney USA Estados Unidos                                                  | Abdoulaye Seye FRA França                                                                     |
| 400 metros detalhes            | Otis Davis USA Estados Unidos                                                   | Carl Kaufmann EUA Equipe Alemã Unida                                              | Malcolm Spence RSA África do Sul                                                              |
| 800 metros detalhes            | Peter Snell NZL Nova Zelândia                                                   | Roger Moens BEL Bélgica                                                           | George Kerr BWI Federação das Índias Ocidentais                                               |
| 1500 metros detalhes           | Herb Elliott AUS Austrália                                                      | Michel Jazy FRA França                                                            | István Rózsavölgyi HUN Hungria                                                                |
| 5000 metros detalhes           | Murray Halberg NZL Nova Zelândia                                                | Hans Grodotzki EUA Equipe Alemã Unida                                             | Kazimierz Zimny POL Polônia                                                                   |
| 10000 metros detalhes          | Pyotr Bolotnikov URS União Soviética                                            | Hans Grodotzki EUA Equipe Alemã Unida                                             | David Power AUS Austrália                                                                     |
| 110 m com barreiras detalhes   | Lee Calhoun USA Estados Unidos                                                  | William May USA Estados Unidos                                                    | Hayes Jones USA Estados Unidos                                                                |
| 400 m com barreiras detalhes   | Glenn Davis USA Estados Unidos                                                  | Clifton Cushman USA Estados Unidos                                                | Richard Howard USA Estados Unidos                                                             |
| 3000 m com obstáculos detalhes | Zdzisław Krzyszkowiak POL Polônia                                               | Nikolay Sokolov URS União Soviética                                               | Semyon Rzhishchin URS União Soviética                                                         |
| Revezamento 4x100 m detalhes   | Bernd Cullmann Armin Hary Walter Mahlendorf Martin Lauer EUA Equipe Alemã Unida | Gusman Kosanov Leonid Bartenev Yuri Konovalov Edvins Ozolin URS União Soviética   | Peter Radford David Jones David Segal Neville Whitehead GBR Grã-Bretanha                      |
| Revezamento 4x400 m detalhes   | Jack Yerman Earl Young Glenn Davis Otis Davis USA Estados Unidos                | Manfred Kinder Joachim Reske Johannes Kaiser Carl Kaufmann EUA Equipe Alemã Unida | George Kerr James Wedderburn Keith Gardner Malcolm Spence BWI Federação das Índias Ocidentais |
| Maratona detalhes              | Abebe Bikila ETH Etiópia                                                        | Rhadi Ben Abdesselam MAR Marrocos                                                 | Barry Magee NZL Nova Zelândia                                                                 |
| Marcha atlética 20 km detalhes | Volodymyr Holubnychy URS União Soviética                                        | Noel Freeman AUS Austrália                                                        | Stanley Vickers GBR Grã-Bretanha                                                              |
| Marcha atlética 50 km detalhes | Donald Thompson GBR Grã-Bretanha                                                | John Ljunggren SWE Suécia                                                         | Abdon Pamich ITA Itália                                                                       |
| Salto em altura detalhes       | Robert Shavlakadze URS União Soviética                                          | Valeriy Brumel URS União Soviética                                                | John Thomas USA Estados Unidos                                                                |
| Salto com vara detalhes        | Don Bragg USA Estados Unidos                                                    | Ron Morris USA Estados Unidos                                                     | Eeles Landström FIN Finlândia                                                                 |
| Salto em distância detalhes    | Ralph Boston USA Estados Unidos                                                 | Irvin Roberson USA Estados Unidos                                                 | Igor Ter-Ovanesyan URS União Soviética                                                        |
| Salto triplo detalhes          | Józef Szmidt POL Polônia                                                        | Vladimir Goryaev URS União Soviética                                              | Vitold Kreyer URS União Soviética                                                             |
| Arremesso de peso detalhes     | Bill Nieder USA Estados Unidos                                                  | Parry O'Brien USA Estados Unidos                                                  | Dallas Long USA Estados Unidos                                                                |
| Lançamento de dardo detalhes   | Viktor Tsybulenko URS União Soviética                                           | Walter Krüger EUA Equipe Alemã Unida                                              | Gergely Kulcsár HUN Hungria                                                                   |
| Lançamento de disco detalhes   | Al Oerter USA Estados Unidos                                                    | Rink Babka USA Estados Unidos                                                     | Dick Cochran USA Estados Unidos                                                               |
| Lançamento de martelo detalhes | Vasili Rudenkov URS União Soviética                                             | Gyula Zsivótzky HUN Hungria                                                       | Tadeusz Rut POL Polônia                                                                       |
| Decatlo detalhes               | Rafer Johnson USA Estados Unidos                                                | Yang Chuan-Kwang ROC República da China                                           | Vasili Kuznetsov URS União Soviética                                                          |

Feminino
| Evento                       | Ouro                                                                          | Prata                                                                            | Bronze                                                                             |
| ---------------------------- | ----------------------------------------------------------------------------- | -------------------------------------------------------------------------------- | ---------------------------------------------------------------------------------- |
| 100 metros detalhes          | Wilma Rudolph USA Estados Unidos                                              | Dorothy Hyman GBR Grã-Bretanha                                                   | Giuseppina Leone ITA Itália                                                        |
| 200 metros detalhes          | Wilma Rudolph USA Estados Unidos                                              | Jutta Heine EUA Equipe Alemã Unida                                               | Dorothy Hyman GBR Grã-Bretanha                                                     |
| 800 metros detalhes          | Lyudmila Lisenko URS União Soviética                                          | Brenda Jones AUS Austrália                                                       | Ursula Donath EUA Equipe Alemã Unida                                               |
| 80 m com barreiras detalhes  | Irina Press URS União Soviética                                               | Carole Quinton GBR Grã-Bretanha                                                  | Gisela Köhler EUA Equipe Alemã Unida                                               |
| Revezamento 4x100 m detalhes | Martha Hudson Lucinda Williams Barbara Jones Wilma Rudolph USA Estados Unidos | Martha Langbein Anni Biechl Brunhilde Hendrix Jutta Heine EUA Equipe Alemã Unida | Teresa Wieczorek Barbara Janiszewska Celina Jesionowska Halina Richter POL Polônia |
| Salto em altura detalhes     | Iolanda Balaş ROU Romênia                                                     | Jarosława Jóźwiakowska POL Polônia Dorothy Shirley GBR Grã-Bretanha              | nenhum                                                                             |
| Salto em distância detalhes  | Vera Kolashnikova URS União Soviética                                         | Elżbieta Krzesińska POL Polônia                                                  | Hildrun Claus EUA Equipe Alemã Unida                                               |
| Arremesso de peso detalhes   | Tamara Press URS União Soviética                                              | Johanna Lüttge EUA Equipe Alemã Unida                                            | Earlene Brown USA Estados Unidos                                                   |
| Lançamento de dardo detalhes | Elvīra Ozoliņa URS União Soviética                                            | Dana Zátopková TCH Checoslováquia                                                | Birutė Kalėdienė URS União Soviética                                               |
| Lançamento de disco detalhes | Nina Romashkova URS União Soviética                                           | Tamara Press URS União Soviética                                                 | Lia Manoliu ROU Romênia                                                            |

## Quadro de medalhas
| Ordem | País                                | Medalha de ouro | Medalha de prata | Medalha de bronze |     |
| ----- | ----------------------------------- | --------------- | ---------------- | ----------------- | --- |
| 1     | USA Estados Unidos                  | 12              | 8                | 6                 | 26  |
| 2     | URS União Soviética                 | 11              | 5                | 5                 | 21  |
| 3     | EUA Equipe Alemã Unida              | 2               | 8                | 3                 | 13  |
| 4     | POL Polônia                         | 2               | 2                | 3                 | 7   |
| 5     | NZL Nova Zelândia                   | 2               |                  | 1                 | 3   |
| 6     | GBR Grã-Bretanha                    | 1               | 3                | 4                 | 8   |
| 7     | AUS Austrália                       | 1               | 2                | 1                 | 4   |
| 8     | ITA Itália                          | 1               |                  | 2                 | 3   |
| 9     | ROU Romênia                         | 1               |                  | 1                 | 2   |
| 10    | ETH Etiópia                         | 1               |                  |                   | 1   |
| 11    | HUN Hungria                         |                 | 1                | 2                 | 3   |
| 12    | FRA França                          |                 | 1                | 1                 | 2   |
| 13    | BEL Bélgica                         |                 | 1                |                   | 1   |
| 13    | TCH Checoslováquia                  |                 | 1                |                   | 1   |
| 13    | MAR Marrocos                        |                 | 1                |                   | 1   |
| 13    | ROC República da China              |                 | 1                |                   | 1   |
| 13    | SWE Suécia                          |                 | 1                |                   | 1   |
| 18    | BWI Federação das Índias Ocidentais |                 |                  | 2                 | 2   |
| 19    | RSA África do Sul                   |                 |                  | 1                 | 1   |
| 19    | FIN Finlândia                       |                 |                  | 1                 | 1   |
| TOTAL | TOTAL                               | 34              | 35               | 33                | 102 |